# Kherwa
Kherwa (ou Kherva, Khairwa, en hindi खेरवा) est une localité du Rajasthan, au nord-ouest de l'Inde. Elle fait partie du tehsil de Pali, du district du même nom et de la division de Jodhpur.

## Localisation et accès

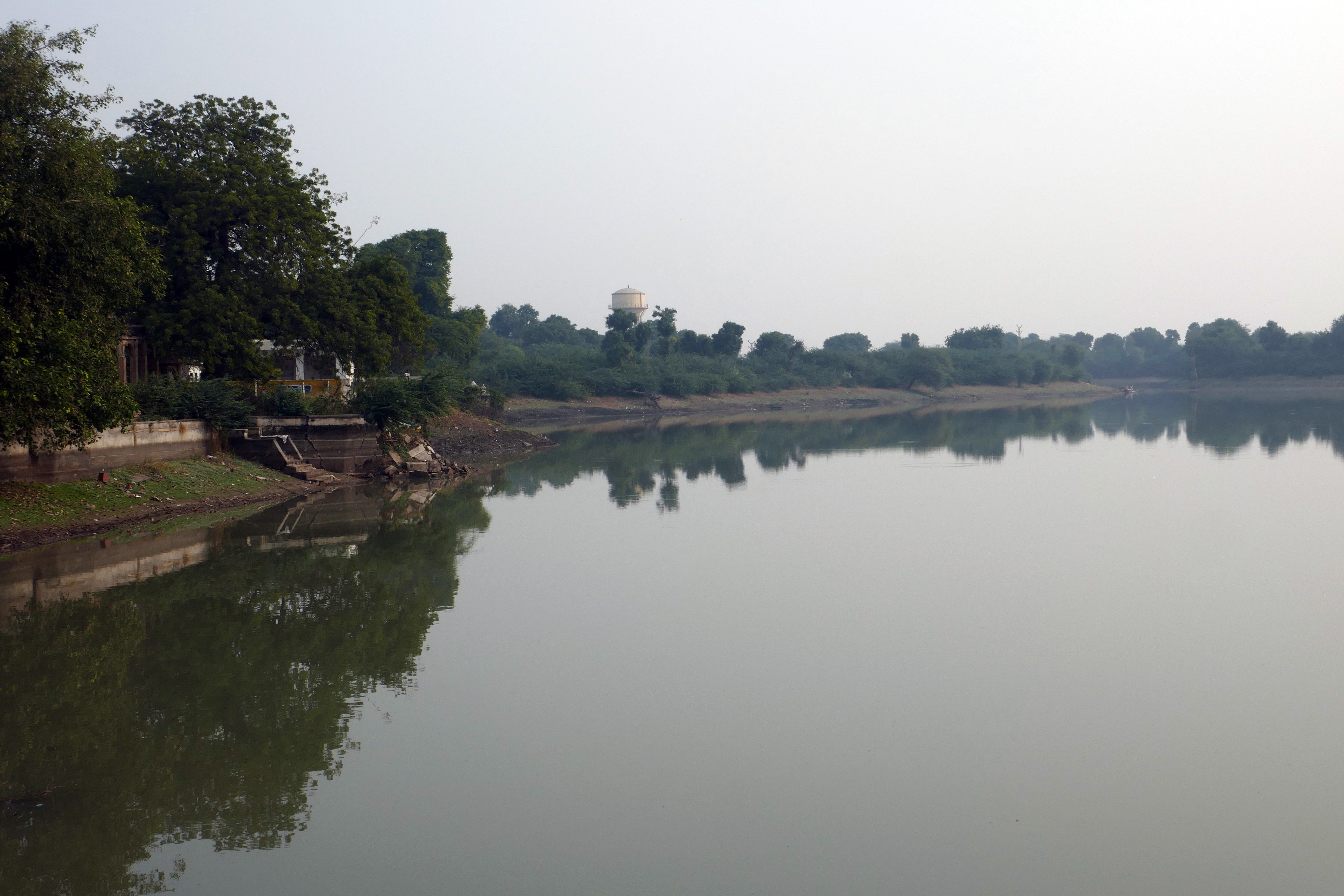
Un environnement boisé.

Kherwa est située à 19 km de Pali et à 318 km de la capitale de l'État, Jaipur, à proximité de l'axe routier qui relie Jodhpur à Udaipur. 
Il n'y a pas de gare dans un rayon de 10 km, la plus proche est celle de Pali. Le transport aérien se fait par l'aéroport de Jodhpur.

## Relief et climat
Kherwa se trouve à l'ouest des monts Aravalli, à une altitude de 255 m.
La localité est dotée d'un climat subtropical humide, chaud sans saison sèche, de type Cfa selon la classification de Köppen. La température moyenne annuelle y est de 26,9 °C et les précipitations de l'ordre de 409,7 mm par an.

## Population
Lors du recensement de 2011, on y a dénombré 5 500 habitants, dont 2 652 femmes (48,2 %), et 1 043 habitations. 
On y parle le hindi et le rajasthani.
Les données concernant l'appartenance religieuse ne sont pas connues avec précision pour Kherwa, mais dans l'ensemble du district de Pali, dont le village fait partie, l'hindouisme est largement majoritaire (91,80 %). L'islam occupe la seconde place avec 7,04 %. Les autres religions (christianisme, bouddhisme, jaïnisme, sikhisme) représentent chacune moins de 1 % de la population.

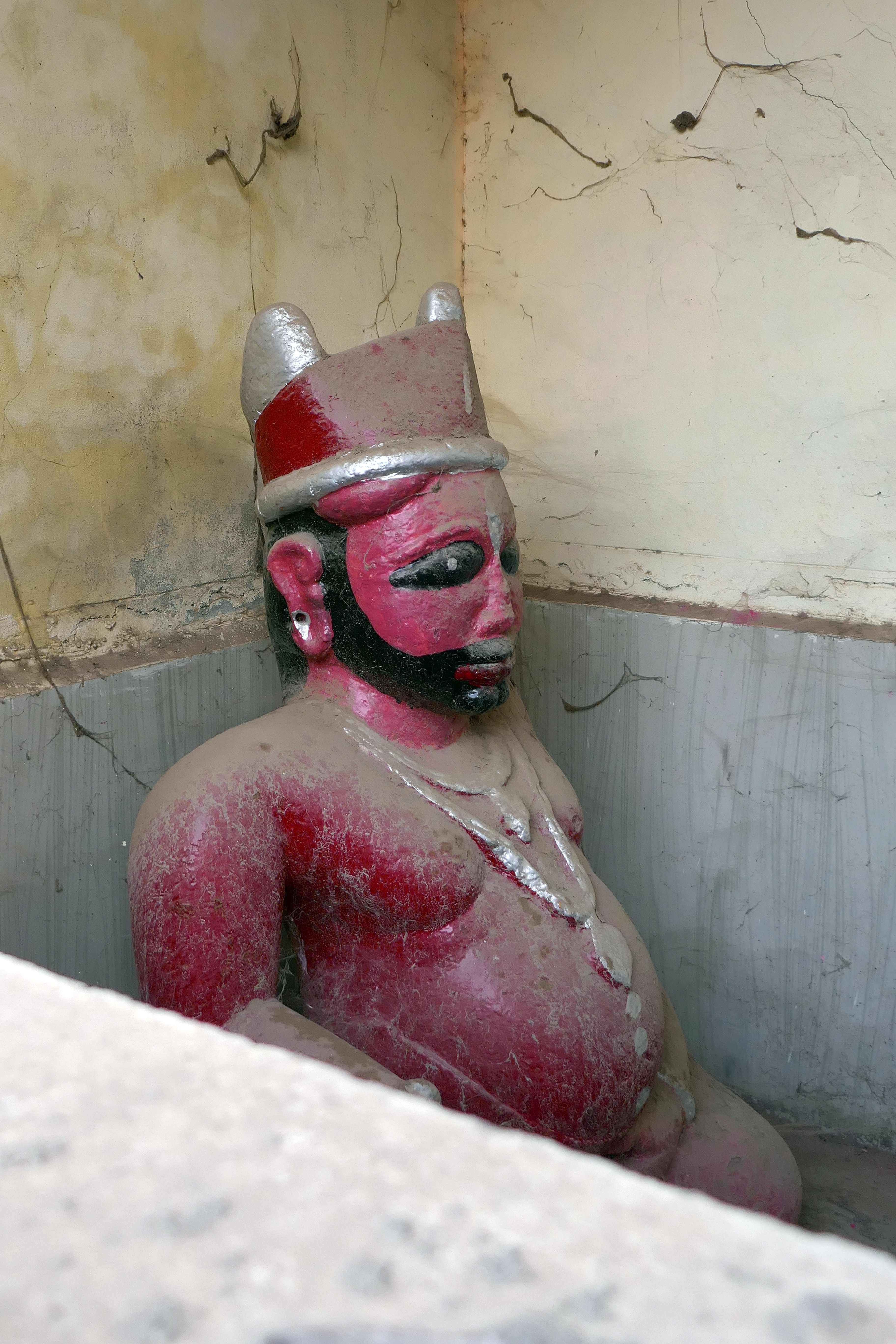
Divinité hindoue.
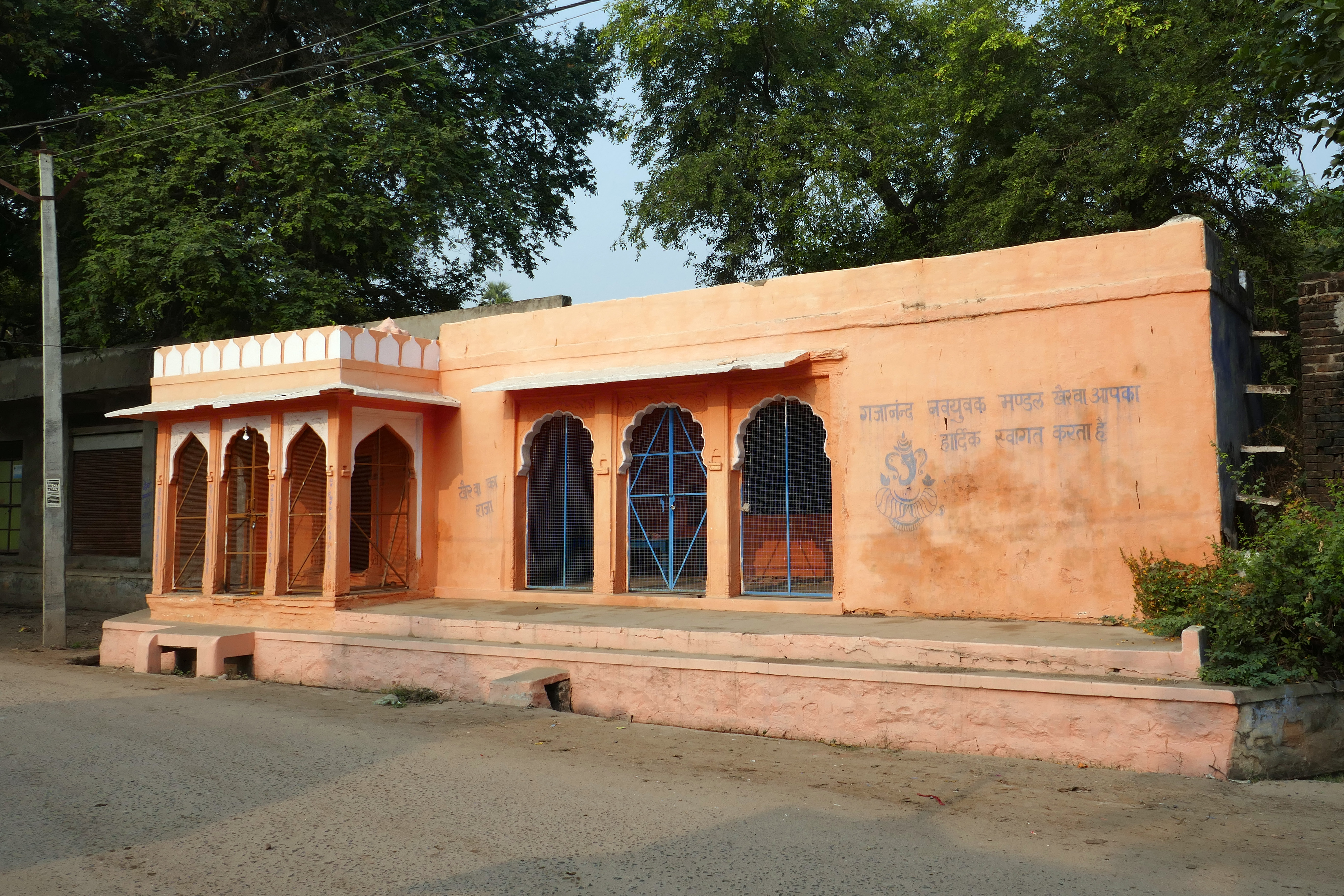
Temple dédié à Ganesh.
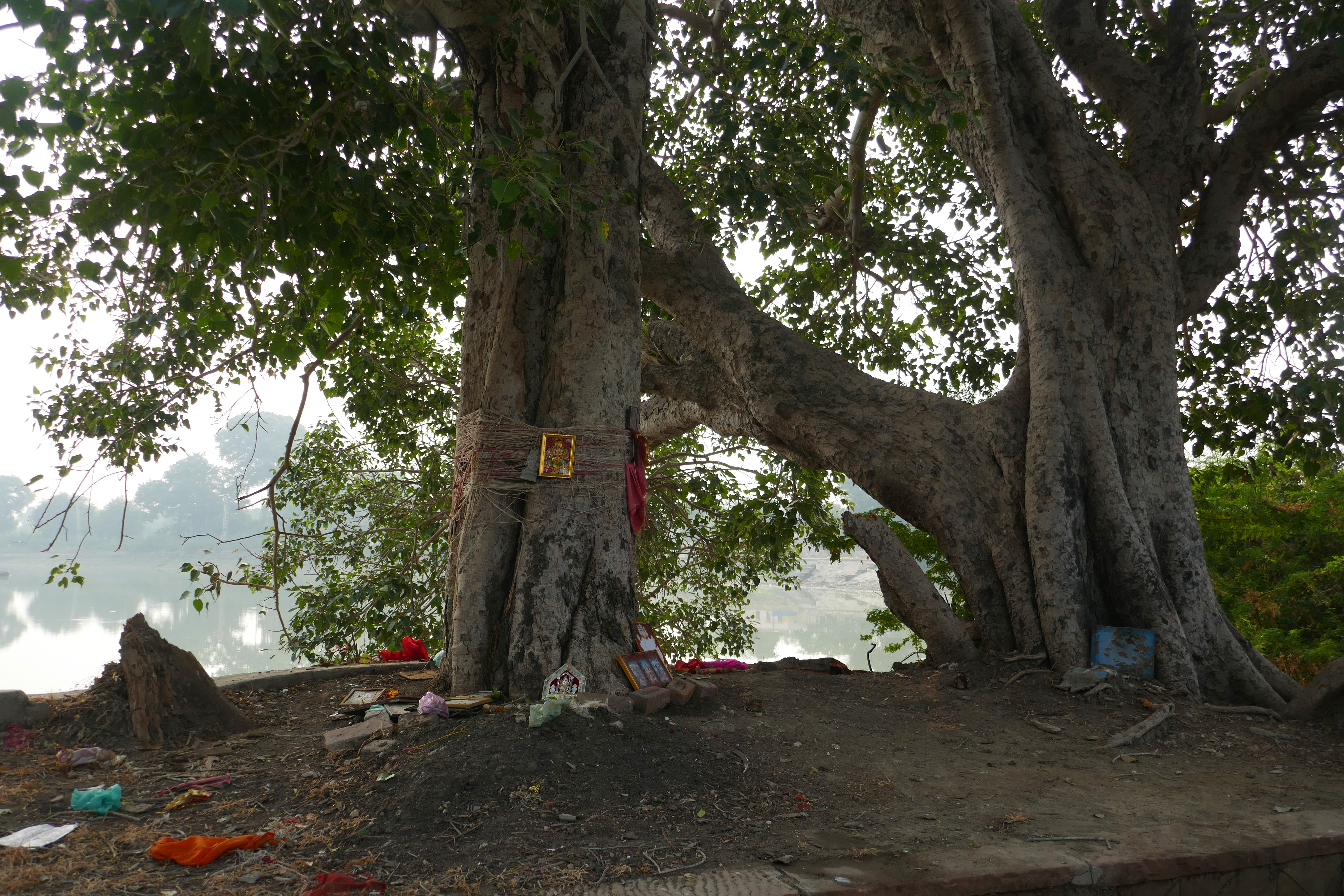
Offrandes au pied de l'arbre sacré.
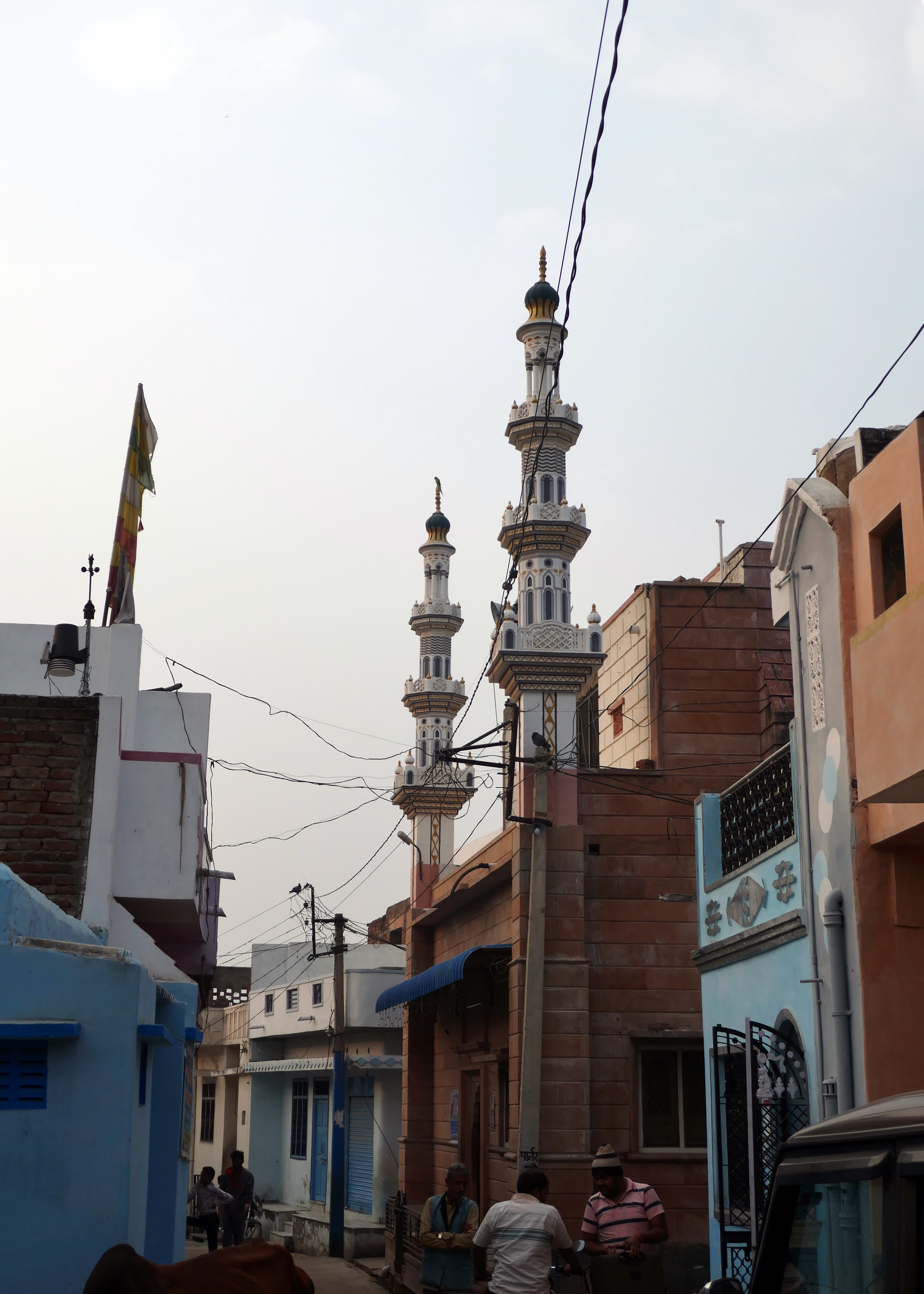
Minarets de la mosquée.
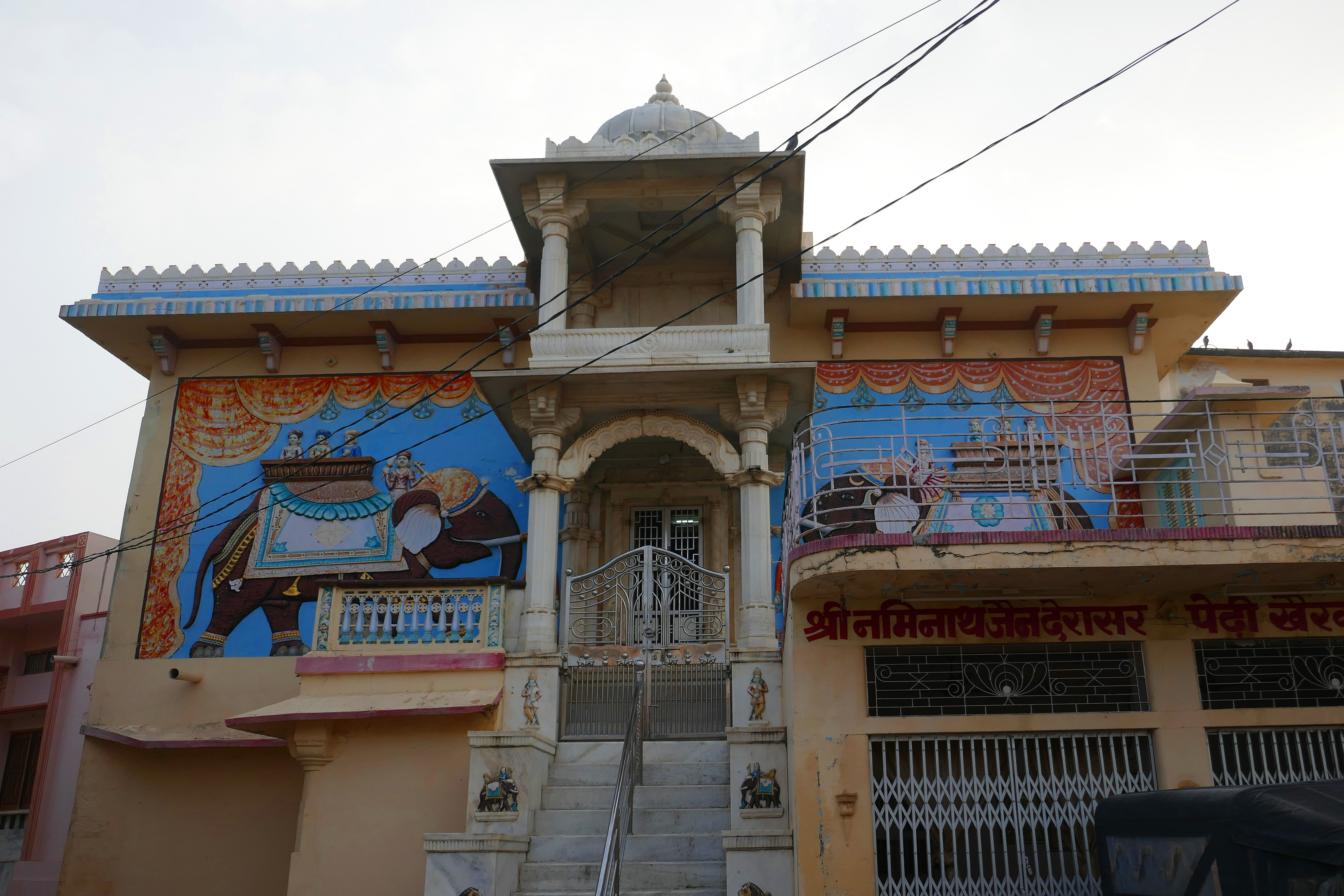
Temple jaïn.

## Éducation

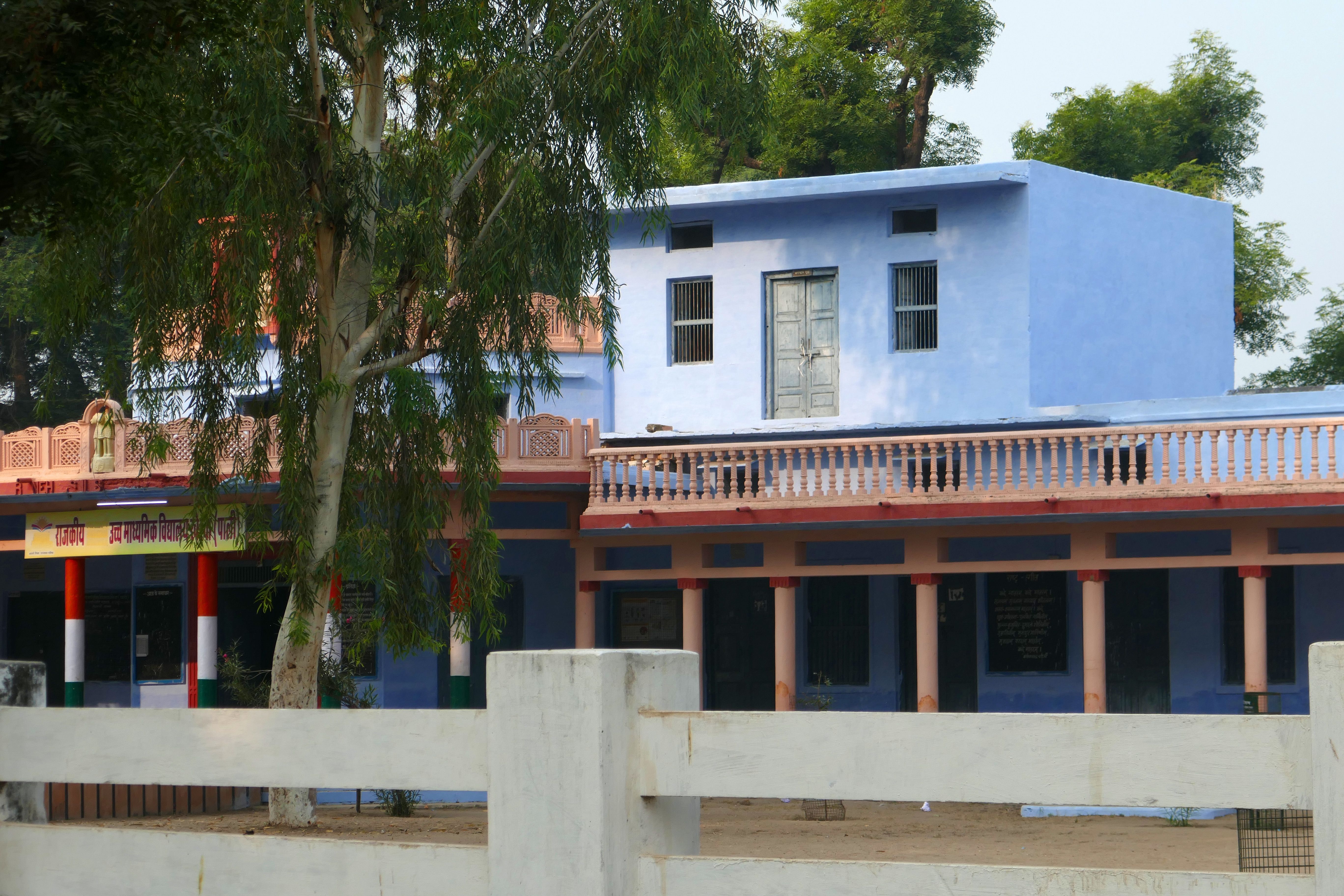
Government Senior Secondary School.

En 2011 le taux d'alphabétisation y était relativement élevé par rapport à l'ensemble du Rajasthan : 66,38 % (49,65 pour les femmes).
Kherwa dispose d'un établissement d'enseignement secondaire public (Government Senior Secondary School, Khairwa).

## Économie
Kherwa est une petite ville réputée pour ses artisans (forgerons, cordonniers, couturiers, potiers).

Cette poterie artisanale à usage domestique est réalisée à l'aide d'une dalle de pierre ronde percée d'un trou, entraînée par un bâton.

Atelier de poterie.
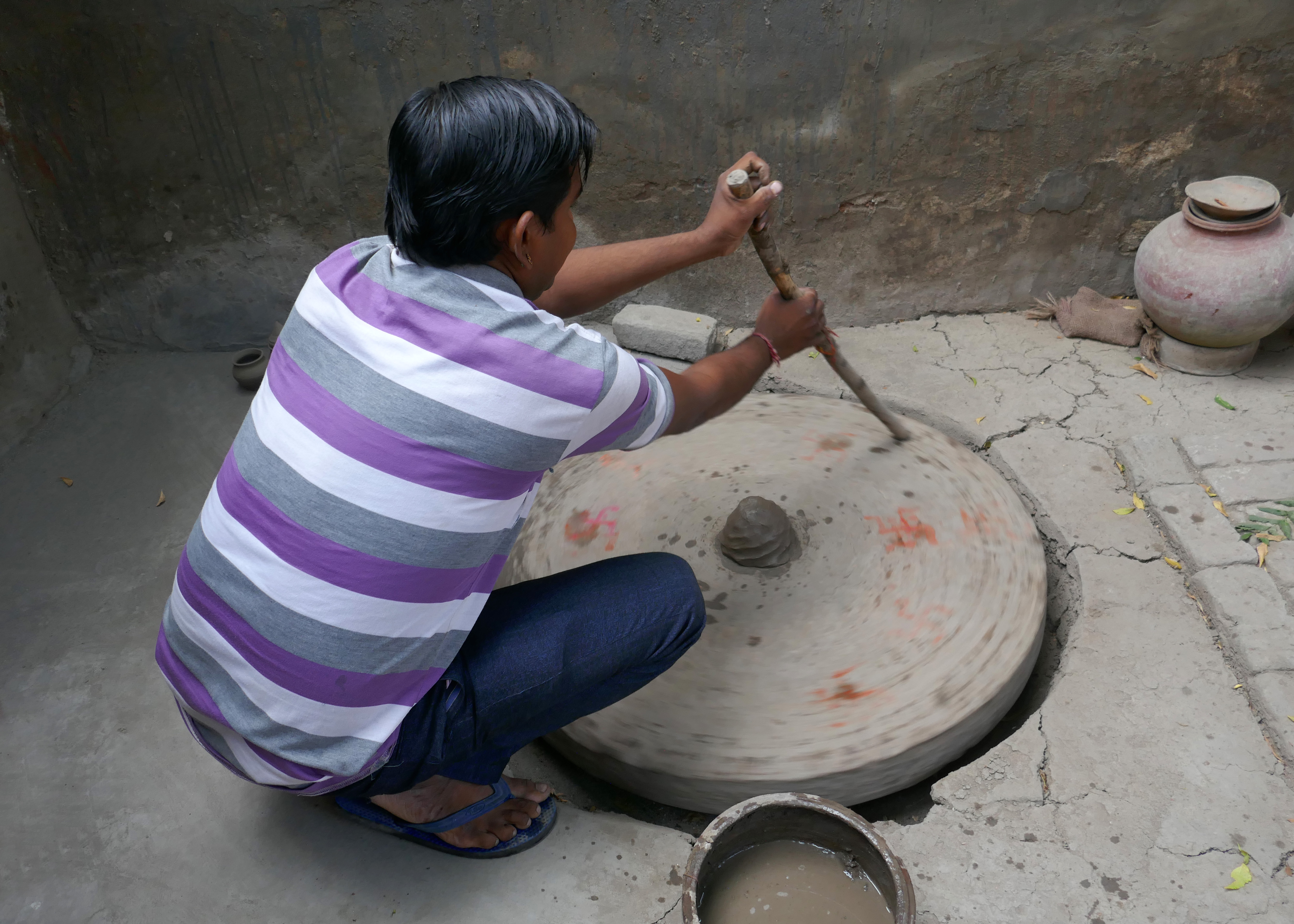
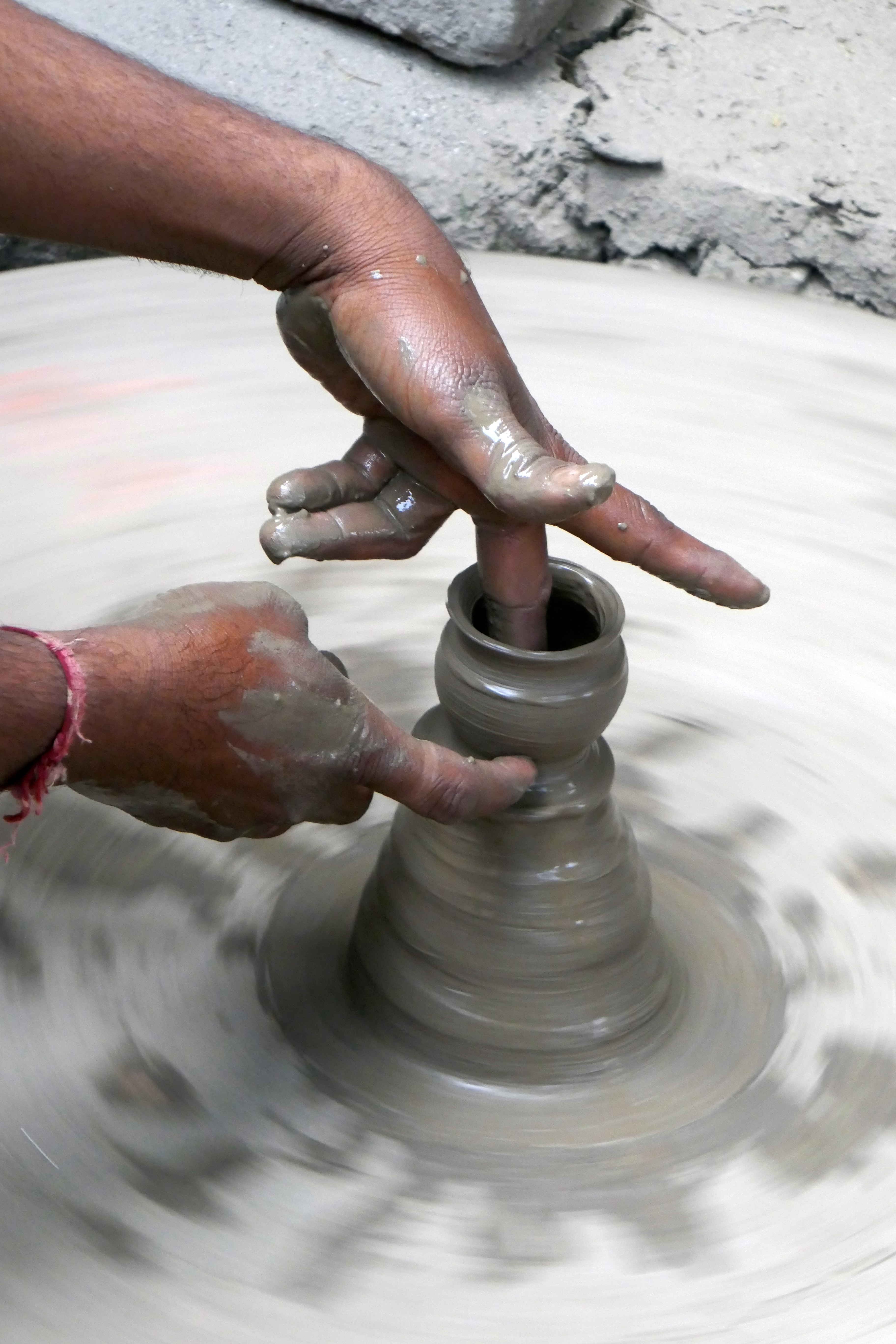
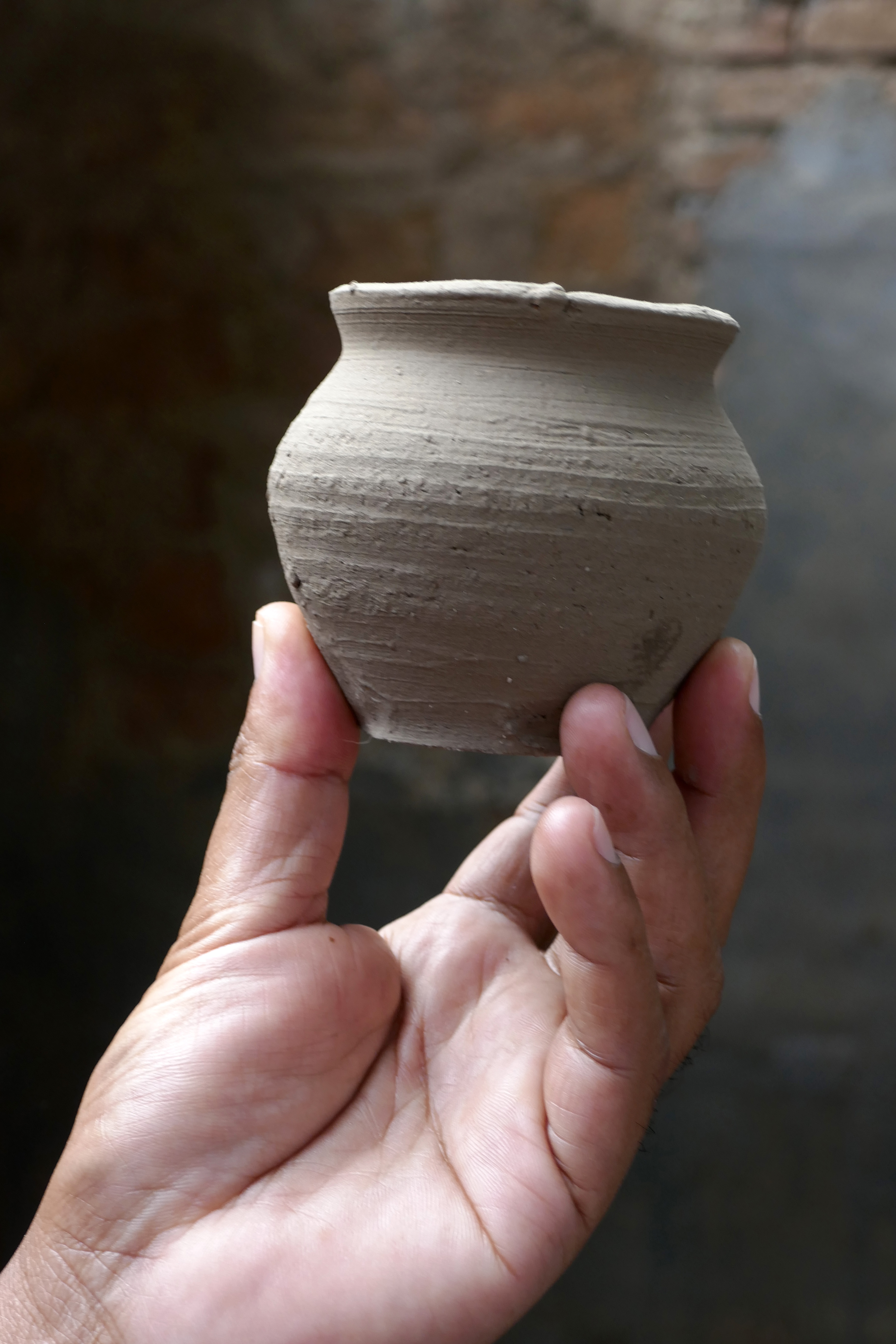
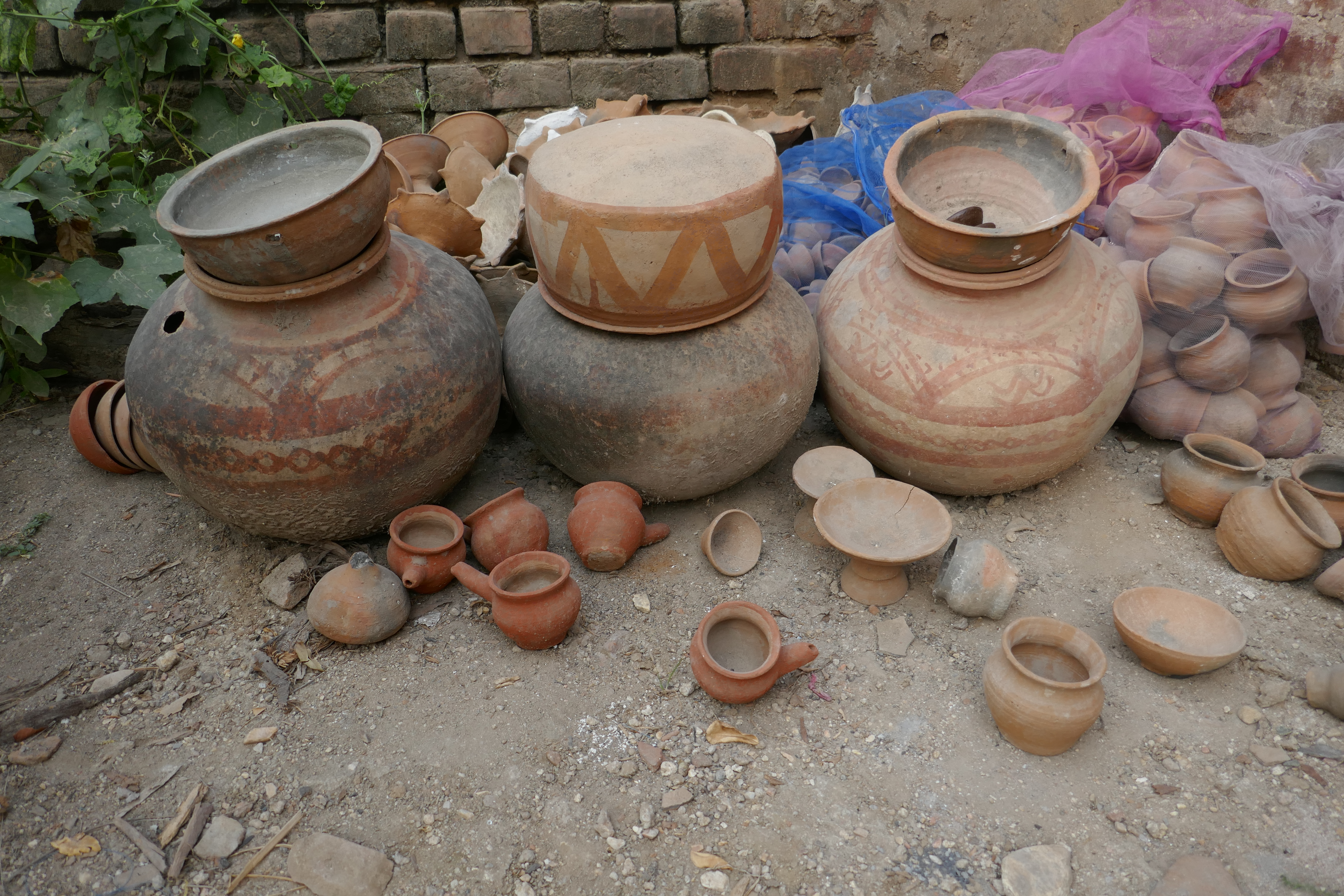

## Tourisme
Dans le cadre des projets de développement touristique de l'ouest du Rajasthan, l'ancien palais fortifié (fort palace) de Kherwa a été rénové et transformé en hôtel (Dera Khairwa) par son propriétaire actuel, le Thakur Harishchandra Singhji.

Dera Khairwa.
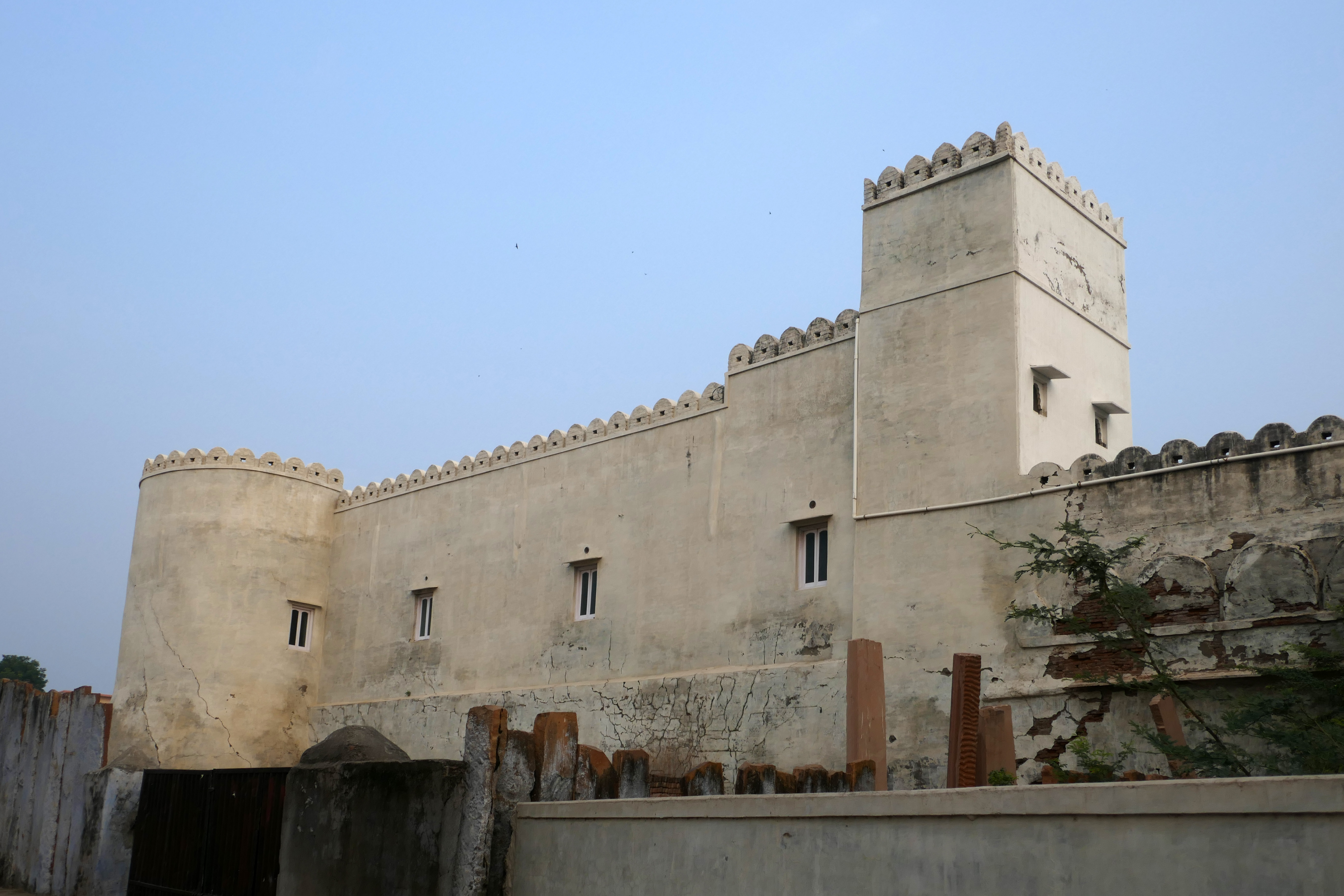
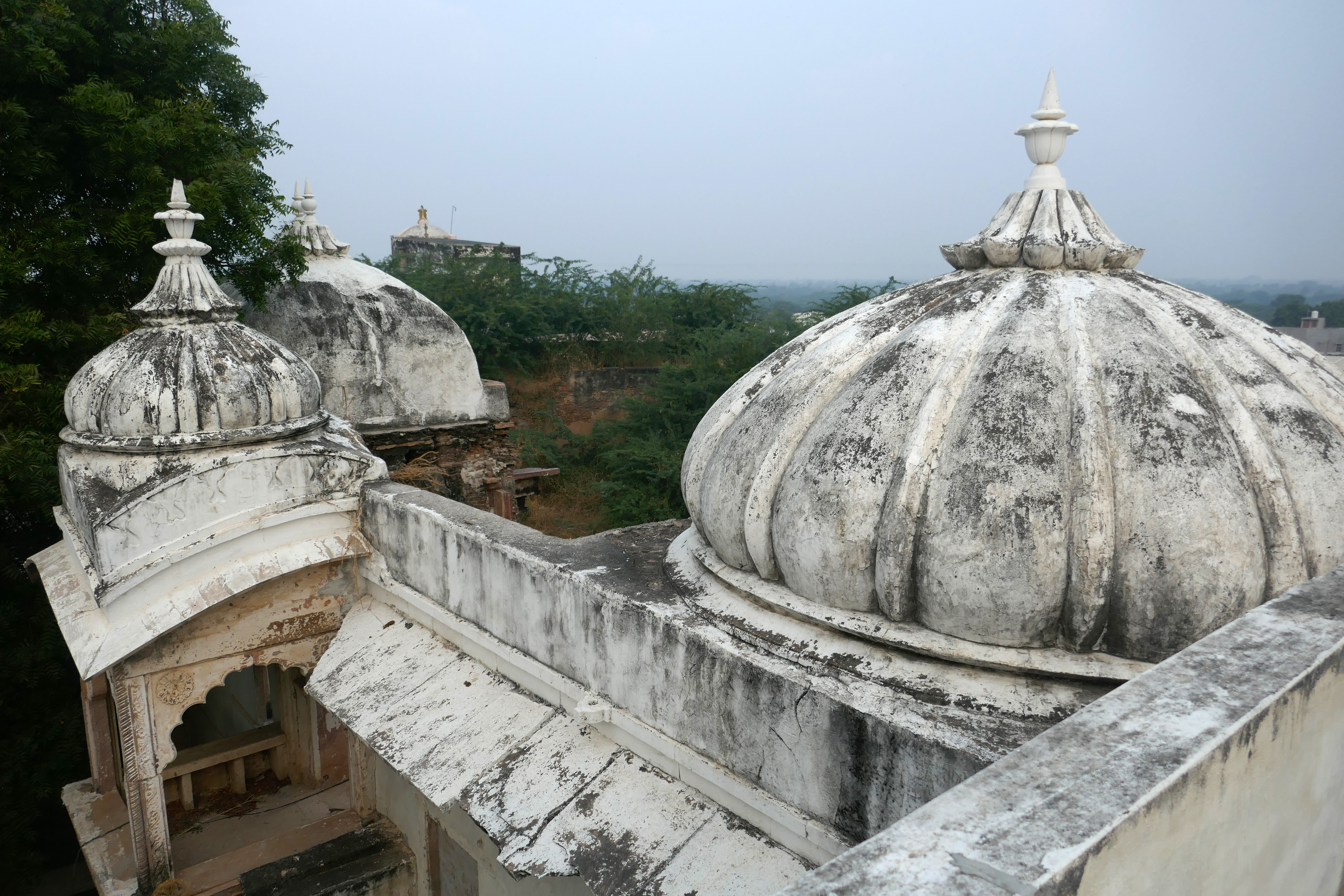
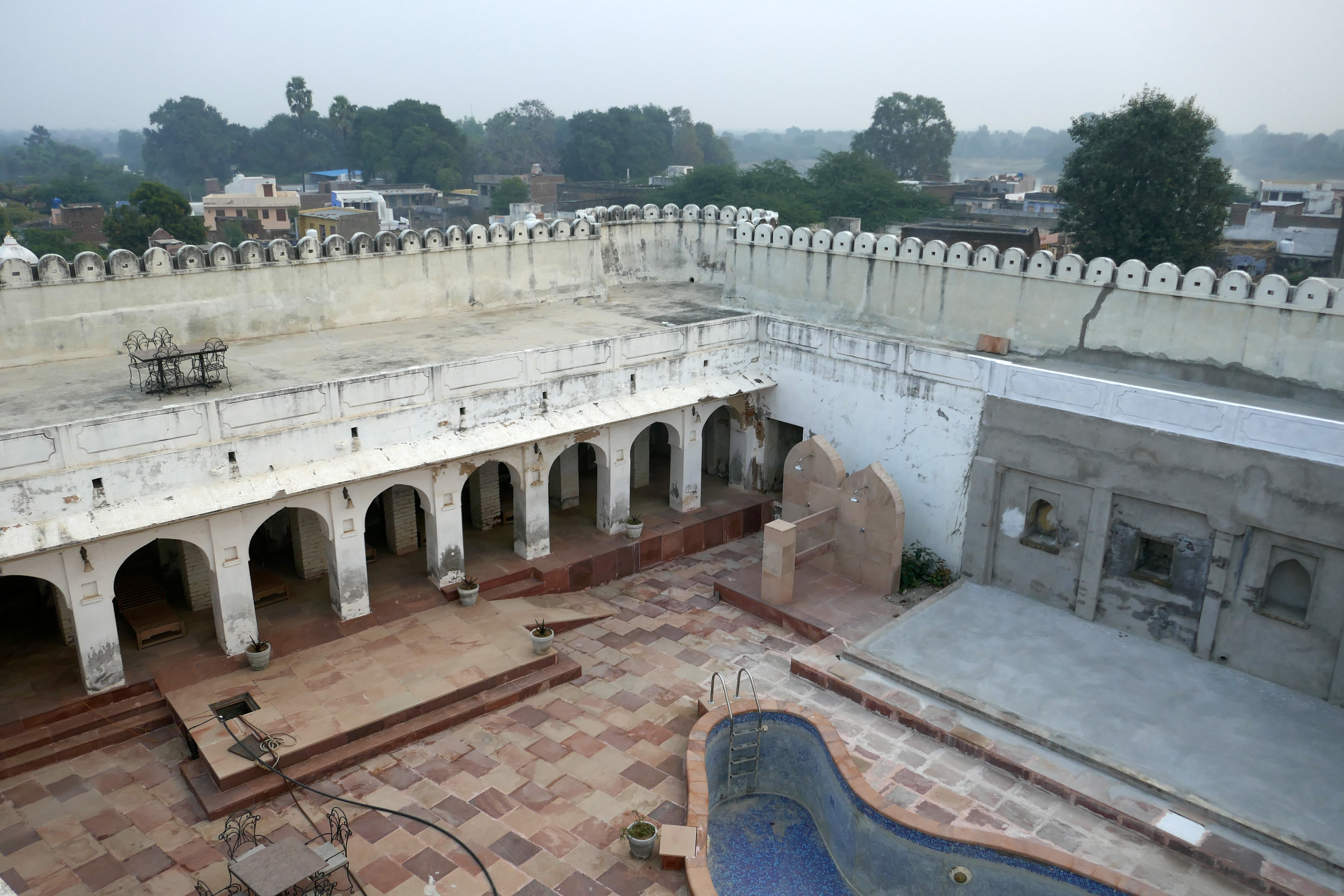
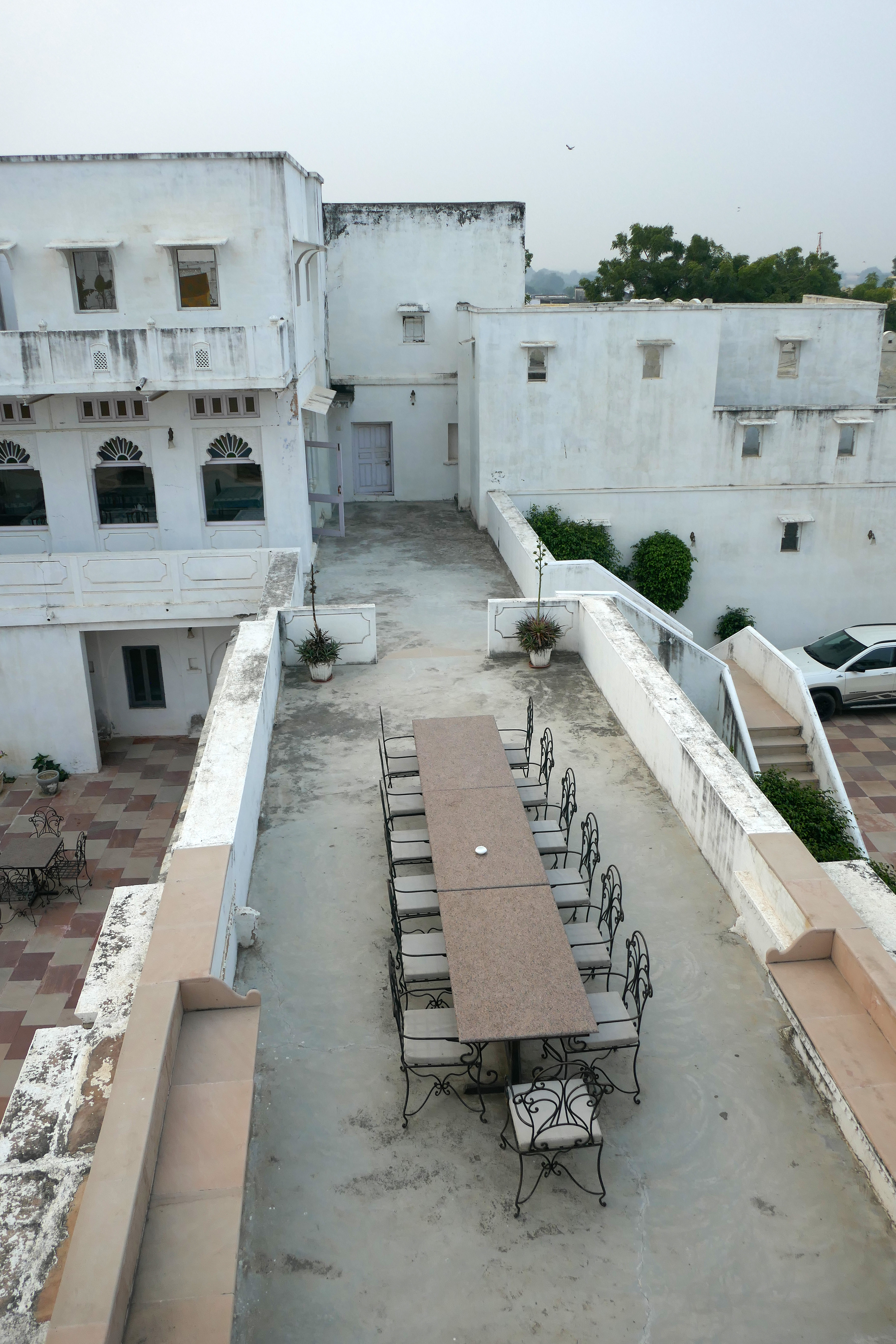
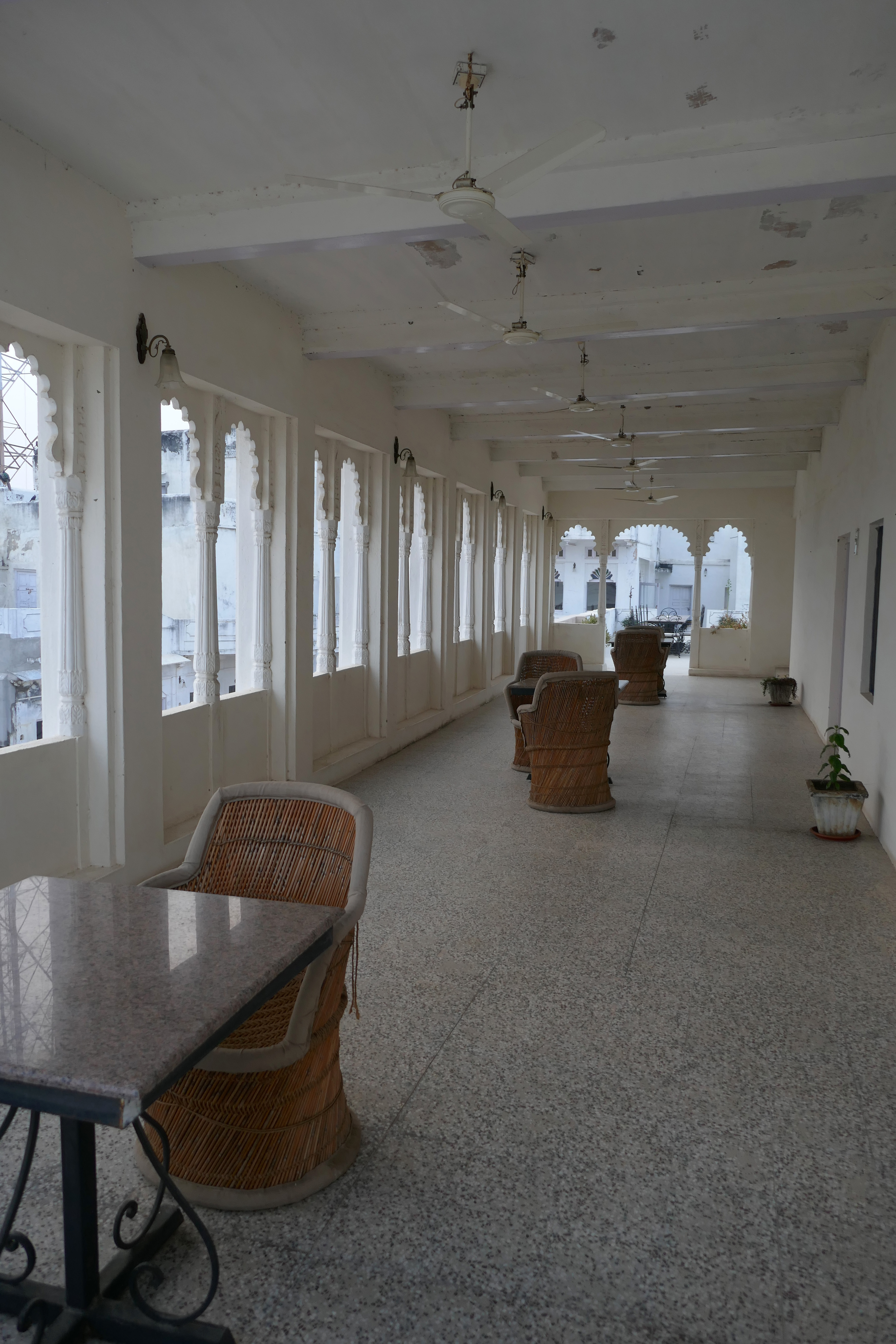

Plusieurs sites remarquables sont également accessibles dans un rayon de quelques kilomètres, tels que le grand temple jaïn (Adinatha) de Ranakpur.